# Lettera di Neacșu

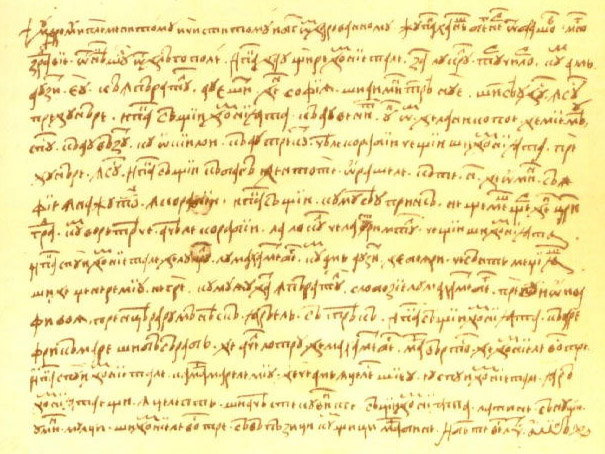
Originale in alfabeto cirillico della Lettera di Neacșu.
(romeno: Scrisoarea lui Neacșu)

La lettera del boiaro Neacșu è il più antico documento trasmessoci in lingua romena e risale al 1521. Prima di questa data non abbiamo altro che singole parole - per la maggior parte toponimi e antroponimi - sparse in testi redatti in lingue slave, in latino o in ungherese, anche se a un'analisi più approfondita possono essere rintracciati altri sottili indizi della preesistenza di un'espressione romena, come calchi sintattici o semantici di natura neolatina.

## Premessa
Sebbene la Lettera di Neacșu sia il primo documento scritto in romeno gli studiosi però sono concordi sul fatto che il romeno era usato nello scritto già prima (come afferma Alexandru Rosetti) sporadicamente e per bisogni particolari. Questo perché, come vedremo sotto, la lettera di Neacșu – e ancora di più i testi che la seguono immediatamente nella cronologia dei testi romeni antichi, non più testi originali, ma traduzioni di testi religiosi – sono stesi in una grafia (relativamente) uniforme, il che presuppone l'esistenza di una tradizione grafica (relativamente) stabilizzata, nata in seguito ad un periodo di adattamento dell'alfabeto cirillico al sistema fonetico del romeno e a un utilizzo frequente di questa grafia in modo da consolidarne l'uso, devono essere stati alla base di questa tradizione grafica, di cui non ci è pervenuto alcun testo.

## Testo
- Traslitterazione

Ecco la traslitterazione semidiplomatica dal cirillico in alfabeto latino, basata sulle norme della slavistica (le lettere soprascritte sono portate a riga tra parentesi tonde, le abbreviazioni e i numeri sono sciolti tra parentesi quadre e le cancellature sbarrate; le parti in slavo del testo originale sono in corsivo):
1. m(u)drom(u) i plemenitom(u) i čistitom(u) i b[o]g[o](m) darovannom(u) župa(n) hanĭ(š) be(g)ne(r) o(t) brašo(v) mno(g)[o]
2. z(d)ravie o(t) ně(k)šu(l) o(t) dlŭgopole i pa(k) dau štire do(m)nïetale za lukru(l) tu(r)čilo(r) kum amĭ
3. auzi(t) èu kŭ ĩpŭratu(l) au èši(t) de(n) sofïę ši aimi(n)trě nue ši sěu du(s) ĩ su(s)
4. pre dunŭre i pa(k) sŭ štïi do(m)nïjata kŭ au veni(t) u(n) ω(m) de la nikopoe de mïe mě(u)
5. spu(s) kŭ au vŭzu(t) ku ωkïi loi kŭ au treku(t) čěle korabïi če štïi ši do(m)nïjata
6. pre dunŭre ĩ su(s) i pak sŭ štïi kŭ bagŭ den tote ωrašele kŭte [50] de ωmi(n) sŭ ę
7. fïe ĩn ažuto(r) ĩ korabïi i pak sŭ štïi kumu sěu prinsŭ nešte me(š)šte(r) de(n) c[a]ri
8. gra(d) ku(m) vorĭ trěče ačěle korabïi la loku(l) čela (st)rimtu(l) če šttïi ši do(m)nïjata
9. i pa(k) spui do(m)nïetale de lukru(l) lu mahame(t) be(g) ku(m)u amĭ auzit de boęri če sŭntĭ medžïja(š)
10. ši de dženere-mïu negre kumu ęu da(t) ĩpŭratu(l) slobozïe lu mahame(t) beg pre iu iωi va
11. fi voę pren cěra rumŭněskŭ jarŭ èlĭ sŭ trěkŭ i pa(k) sŭ štïi do(m)nïjata kŭ are
12. frikŭ mare ši bŭsŭrab de ače(l) lotru de mahame(t) be(g) ma(i) vŭrto(s) de do(m)nïele vo(s)tre
13. i pa(k) spui do(m)nïetale ka ma(i) marele mïu de če amĭ ĩcele(s) šïeu eu spui do(m)nïetale jarŭ
14. do(m)nïjata ešti ĩceleptĭ ši ačěste kuvi(n)te sŭ cïi do(m)nïjata la tine sŭ nu štïe
15. umi(n) mulci ši do(m)nïele vo(s)tre sŭ vŭ pŭzici ku(m) štici ma(i) bine i b[og]ĭ te ve(s)[e]li(t) am[in]ŭ

- Trascrizione interpretativa

Trascrizione interpretativa in alfabeto latino basata sulle norme ortografiche attuali della lingua romena (la i semivocalica [y], per cui l'alfabeto cirillico possiede notazioni ma che in romeno moderno - come in italiano - viene ortografata semplicemente <i>, è stata qui trascritta <y>; parimenti, la <w> indica la u semivocalica, mentre la e semovicalica del dittongo ea è stata trascritta <e> e <o>):
1. mudromu i plemenitomu i čistitomu i bogom darovannomu župan hanĭš begner ot brašov mnogo
2. zdravie ot někšul ot dlŭgopole. i pak dau știre domniye-tale za lucrul turcilor cum am
3. auzit yeu că împăratul au yeșit den sofiya și aimintrea nu-ye și se-au dus în sus
4. pre dunăre. i pak să știyi domniya-ta că au venit un wom de la nicopoye de miye my-au
5. spus că au văzut cu wochiyi loi că au trecut cele corabiyi ce știyi și domniya-ta pre dunăre în sus.
6. i pak să știyi că bagă den tote warașele căte 50 de womin să
7. fiye înn ajutor în corabiyi. i pak să știyi cum se-au prins nește meșter‹i› den țari
8. grad cum vor trece acele corabiyi la locul cela strimtul ce știyi și domniya-ta.
9. i pak spui domniye-tale de lucrul lu mahamet beg cum am auzit de boyari ce sănt megiyaș‹i›
10. și de genere-miyu negre cum y-au dat împăratul sloboziye lu mahamet beg pre iwo-i va
11. fi voya pren țara rumănească yară yel să treacă. i pak să știyi domniya-ta că are
12. frică mare și băsărab de acel lotru de mahamet beg mai vărtos de domniyele vostre.
13. i pak spui domniye-tale ca mai marele miyu de ce am înțeles și-yeu. yeu spui domniye-tale yară
14. domniya-ta yești înțelept și aceste cuvinte să țiyi domniya-ta la tine să nu știye
15. umin mulți și domniyele vostre să vă păziți cum știți mai bine. i bogĭ te veselit aminŭ.

- Traduzione

Traduzione in italiano (tra parentesi quadre sono poste quelle forme - come il pronome oggetto ripreso - che, regolarmente presenti in romeno, sono superflue in italiano); nella traduzione, per facilitare la comparazione con l'originale, si è cercato di rimanere il più possibile aderenti alla struttura del testo romeno, senza tuttavia rendere la traduzione incomprensibile:
1. Al saggio e nobile e onorato e da Dio colmato di doni jupân Hans Benkner da Brașov, molta
2. salute da Neacșu da Câmpulung. Parimenti do notizia a tua signoria circa la faccenda dei turchi, come ho
3. udito io che l'Imperatore è uscito da Sofia, e altrimenti non è, ed è andato su
4. per il Danubio. E parimenti sappi tua signoria che è venuto un uomo da Nicopoli che a me [mi] ha
5. detto che ha visto coi suoi occhi che sono passate quelle navi che sai anche tua signoria sul Danubio in su.
6. E parimenti sappi che mettono da tutte le città 50 uomini ciascuna affinché
7. siano di aiuto nelle navi. E parimenti sappi come sono stati presi dei mastri da Costantino-
8. poli [lett. la città dell'Imperatore], siccome passeranno quelle navi da quel luogo stretto che conosci anche tua signoria.
9. E parimenti dico a tua signoria della faccenda di Maometto bei, come ho udito da boiari che sono vicini
10. e da mio genero Negre, come l'Imperatore ha dato libertà a Maometto bei per dove
11. sarà sua volontà, attraverso la Valacchia [lett. Paese Romeno], di passare ancora. E parimenti sappi tua signoria che ha
12. anche Basarab grande paura di quel brigante di Maometto bei, più [che] delle vostre signorie.
13. E parimenti dico a tua signoria, come mio superiore, di cosa ho inteso anch'io. Io dico a tua signoria
14. e tua signoria sei saggio e queste parole che le tenga tua signoria presso di te, che non sappiano
15. molte persone, e le vostre signorie che vi guardiate come meglio sapete. E Dio ti rallegri, amen.

## Analisi
seguirà

## Inventario lessicale
Il seguente inventario si basa sul testo traslitterato:
- Verbi:

2 dau, 2/3 amĭ auzit, 3 au éšit, 4 sъ štīi, 4 au venit, 4/5 měu spus, 5 au vŭzut, 5 au trekut, 5 štīi, 6 sŭ štīi, 5 bagŭ, 6/7 sŭ fīe (înn ažutor), 7 sŭ štīi, 7 sěu prinsŭ, 8 vorь trěče, 8 štīi, 9 spui, 9 amĭ auzit, 9 (boęri če) sŭntŭ (meǧījaš), 10 ęu (dat), 10/11 (-i) va fi (voę), 11 să trěkă, 11 să štīi, 11 are (frikă mare), 13 spui, 13 amĭ înceles, 13 spui, 14 ešti (înceleptĭ), 14 sŭ cīi, 14 sŭ (nu) štīe, 15 sŭ (vŭ) pŭzici, 15 štici
- Sostantivi:

2 štire, 2 do(m)nīe(-tale), 2 lukrul, 2 turičilor, 3 înpъratul, 3 (den) sofīę, 3 (nu) e, 3 sěu dus, 4 domnīja(-ta), 4 (un) ōm, 4 (de la) Nicopoe, 5 (ku) ōkīi (loi), 5 domnīja(-ta), 5 (čěle) korabīi (če), 6 (pre) dunŭre, 7 (înn) ažutor, 7 (înn) korabīi, 7 (nešte) meššter, 7/8 (den) c[a]rigrad, 8 (ačěle) korabīi, 8 (la) lokul (čela strimtul), 8 domnīja(-ta), 9 domnīe(-tale), 9 (de) lukrul (lu maxamet beg), 9 (de lukrul lu) maxamet beg, 9 (de) boęri (če sŭntŭ meǧījaš), 10 (de) ǧenere-mīu (negre), 10 (de ǧenere-mīu) negre, 10 înpъratul, 10 slobozīe, 10 (lu) maxamet beg, 10/11 (-i va fi) voę, 11 (pren) cěra (rumŭněskŭ), 11 domnīja(-ta), 12 (are) frikă (mare), 12 băsărab, 12 (de ačel) lotru, 12 (de) maxamet beg, 12 (de) domnīele (vostre), 13 domnīe(-tale), 13 domnīe(-tale), 14 domnīja(-ta), 14 (ačěste) kuvinte, 14 domnīja(-ta), 15 umin (mulci), 12 domnīele (vostre)
- Preposizioni:

2 za (lucrul), 3 den (sofīę), 3, în (sus), 4 pre (dunŭre), 4 de la (Nicopoe), 5 ku (ōkīi loi), 6 pre (dunŭre), 6 în (sus), 6 den (tote ωrašele), 7 înn (ažutor), 7 înn (korabīi), 7/8 den (c[a]rigrad), 8 la (lokul čela strimtul), 9 de (lukrul lu maxamet beg), 9 de (boęri če sŭntŭ meǧījaš), 10 de (ǧenere-mīu negre), 10 pre (iō-i), 11 pren (cěra rumŭněskŭ), 12 de (ačel lotru), 12 de (maxamet beg), 12 de (domnīele vostre), 13 de (če amĭ înceles), 14 la (tine)
- Congiunzioni e pronomi relativi:

3 kum, 3 kŭ, 3 ši, 3 ši, 4 kŭ, 4 de, 5 kŭ, 5 kŭ, 5 ši, 5 če, 6 kŭ, 7 kumu, 8 kum, 8 če, 8 ši, 9 kumu, 9 (de boęri) če (sŭntŭ meǧījaš), 10 ši, 10 kumu, 11 kă, 12 ši, 13 ka, 13 (de) če (amĭ înceles), 13 šī(eu), 13 jarŭ, 14 ši, 15 ši, 15 kum (štici)
- Pronomi personali:

3 éu, 4 mīe, 4 měu (spus), 5 (ku ōkīi) loi, 7 sěu (prinsŭ), 9 (de lukrul) lu (maxamet beg), 10 ęu (dat), 10 lu (maxamet beg), 10 (pre iō)-i, 11 élĭ, 13 (šī)eu, 13 eu, 14 (la) tine, 15 (sŭ) vŭ (pŭzici)
- Avverbi:

3 aimintrě, 3 nu (e), 3 (în) sus, 6 (în) sus, 10 (pre) iō(-i), 11 jarŭ, 12 mai (vărtos), 13 mai(-marele mīu), 14 (sŭ) nu (štīe), 15 mai bine
- Aggettivi:

5 čěle (korabīi če), 6 tote (ōrašele), 6 kŭte 50 (de ōmin), 7 nešte (meššter), 8 ačěle (korabīi), 8 (la lokul) čela strimtul, 9 (sŭntŭ) meǧījaš, 10 (de ǧenere)-mīu (negre), 11 (pren cěra) rumŭněskŭ, 12 (are frikă) mare, 12 (de) ačel (lotru), 12 (mai) vărtos, 12 (de domnīele) vostre, 13 (mai-)marele (mīu), 13 (mai-marele) mīu, 14 (ešti) înceleptĭ, 14 ačěste (kuvinte), 15 (umin) mulci, 15 (domnīele) vostre